# Русская свадьба XVI столетия
«Русская свадьба XVI столетия» (1909) — российский немой художественный короткометражный фильм Василия Гончарова. Экранизация пьесы Петра Сухонина «Русская свадьба в исходе XVI века». Один из первых художественных фильмов в истории кинематографа России.
Фильм вышел на экраны 25 апреля (8 мая) 1909 года.
Фильм перешёл в общественное достояние.

## Сюжет
Сюжет пьесы Петра Сухонина, положенной в основу сценария, сводится к следующему. Молодой боярин на дороге случайно опрокидывает встречную повозку, в которой едет боярышня, которая, к счастью, не пострадала. Расставшись с ней, боярин приезжает домой, где родители хотят его обвенчать с девушкой, которую он не должен до свадьбы видеть. После венчания невеста снимает фату и боярин узнаёт незнакомку, с которой судьба свела его на дороге.
В процессе создания фильма Василий Гончаров воспользовался лишь отдельными мотивами этого сюжета. Кинокартина состоит из следующих сцен:
- В доме невесты встречают сватов
- Сваты приходят в дом жениха
- Обряд одевания невесты к венцу
- Свадебный пир
- В опочивальне

## Актёры
- Александра Гончарова — невеста
- Андрей Громов — жених
- Пётр Чардынин — отец жениха
- Лидия Триденская — мать жениха
- Василий Степанов — отец невесты
- Иван Камский — сват
- Павел Бирюков — сват
- Иван Потёмкин — сват
- Антонина Пожарская

## Производство
Фильм снимался в 1908 году сразу после «Песни про купца Калашникова» и с привлечением тех же актёров труппы Введенского народного дома.
Декорации и костюмы художник В. Фестер делал (как указано во вступительных титрах фильма) «по историческим картинам К. Маковского».
Свидетельства участников съёмок
Александра Гончарова: 

Сценария не было. Режиссёр В. М. Гончаров сказал нам: «Делайте то, что я вам буду говорить». И мы делали. Чтобы точно уложиться в метраж, В. М. Гончаров включил секундомер и сказал: «На благословение даю две минуты». Что тут началось! От страха, что вот-вот могут пройти драгоценные две минуты, мы совсем обезумели и всю сцену провели в таком быстром темпе, что, когда фильм вышел на экраны, невозможно было понять, благословляют нас родители иконой или бьют ею по голове. Позже стали устраивать просмотры отснятого материала: на них могли видеть ошибки, просчеты — так накапливался опыт.— 
Александр Ханжонков:

Гончаров очень просил нас не бывать в Народном доме до генеральной репетиции, пока он совершенно не закончит все подготовительные работы. Он, видимо, решил поразить нас новизной и оригинальностью ожидаемого нами зрелища. Когда мы с оператором Сиверсеном и ещё несколькими лицами, причастными к этому делу, в долгожданное утро расселись по приглашению Гончарова в первом ряду партера, занавес взвился. На сцене находились все артисты, занятые в предстоящих съёмках. Наш Гончаров, как конферансье, отделился от них, подошёл к рампе и громким голосов объявил: сцена такая-то из пиесы (он так произносил это слово) такой-то, исполняют такие-то и такие-то. С лёгким поклоном он отошёл вглубь сцены и оттуда, похлопав в ладоши, воскликнул: «Внимание! — мы начинаем».
Перед нашими глазами прошёл ряд сцен. Все они представляли собой какую-то цирковую пантомиму в бешено-ускоренном темпе: артисты, загримированные, в прекрасных боярских костюмах, по звучным репликам Гончарова без малейшей запинки подходили, уходили, целовались, плакали и даже умирали с такой поспешностью, будто бы на все это злой судьбой им была отпущена самая незначительная часть времени. С подобной трактовкой Иры согласиться было невозможно, а поэтому и произошло, по выражению Гончарова, первое «нарушение его режиссёрских прерогатив!».
Из расспросов артистов я узнал, что репетиции производились по секундомеру и что нашему режиссёру пришлось много потрудиться, пока вся труппа набрала нужный темп и освоила его.
Съёмки пришлось отложить на некоторое время и приняться за отучивание актёров от усвоенных ими поспешных движений. Василий Михайлович сначала закапризничал и категорически отказался участвовать в этой «дискредитирующей его режиссёрское звание» работе, но потом смягчился и, взвалив всю вину на французскую школу, начал разрабатывать её «русский вариант» Наконец, все трудности так или иначе были преодолены, и мы приступили к съёмкам.
Эти съёмки прошли сравнительно гладко. Правда, были некоторые заминки, но к вечеру надо было закончить съёмки всех трёх картин и освободить сцену для театрального спектакля, и времени для дипломатических переговоров и ссор совсем не оставалось. Главным врагом Гончарова в режиссёрском деле был его темперамент: как только включался свет (кроме обычных огней рампы в нашем распоряжении было ещё четыре плохоньких «юпитера») и начинал трещать съёмочный аппарат. Василий Михайлович терял всякое самообладание — он, стоя около аппарата, кричал, размахивал руками, хлопал в ладоши и так остро переживал все происходящее на сцене, что рвался туда — за пределы дозволенного…
Чтобы оградить объектив аппарата от неожиданных вторжений первого режиссёра, оператор настоял на назначении специального человека, которому вменялось в обязанность стоять «начеку» позади режиссёра и по возможности незаметно удерживать его за пиджак. Мероприятие это не вызывало со стороны Гончарова никаких протестов лишь потому, что в моменты самой съёмки он находился как бы в трансе и ничего не замечал вне сцены, в том числе и подергиваний своего, так сказать, «охлодителя». Было бы совершенно несправедливо освещать деятельность Гончарова только с юмористической стороны, наоборот, многие его указания были весьма толковые и принесли большую пользу делу. Так, он распорядился во избежание возможного ухода тогда ещё малоопытных исполнителей из поля зрения объектива набить на полу сцены светлые бруски, точно обозначавшие границы действия; он запретил оглядываться на подающих реплики и смотреть в объектив аппарата и т. д. и т. п. Да и самый почин Гончарова с Введенским Народным домом, на сцене которого произошло первое в России знакомство театра с кинематографом, был очень удачен: там мы обрели основное ядро нашей кинотруппы.

Выпуск снятых в Народном доме картин вследствие кустарного оборудования нашей лаборатории затянулся надолго. «Русская свадьба» прошла очень скромно.— А. Ханжонков. «Первый русский кинорежиссёр»
Пётр Чардынин:

Остановились на трёх сценариях: «Купец Калашников» (Лермонтов), «Русская свадьба» (Сухонин) и «Выбор невест». Я уговорил участвовать всю нашу труппу и добился разрешения сделать съёмки в театре, так как, конечно, никаких павильонов не было. Я сомневался, выйдет ли что-нибудь у нас в совершенно тёмном театре. Но у Ханжонкова было несколько юпитеров, и мы приступили к работе.
Никто из нас не имел ни малейшего понятия о съёмках, шли, что называется, «на ура», но зато все горели искренним желанием сделать все возможное.

Все павильонные сцены из двух постановок — «Купец Калашников» и «Русская свадьба» — были отсняты в один день, а на следующий была заснята натура. Интерес к русским картинам был настолько велик, что когда появились объявления о выпуске — заказы буквально посыпались как из рога изобилия.— 